# Ihar Pashevich
Ihar Pashevich, né le 8 décembre 1991, est un rameur biélorusse.

## Palmarès

### Championnats d'Europe
- 2015, à Poznań ( Pologne)
  -  Médaille de bronze en Quatre de pointe